# Forth (Album)
Forth (englisch für „Voran“) ist das vierte und letzte Studioalbum der britischen Indie-Rock-Band The Verve aus dem Jahr 2008.

## Entstehung und Veröffentlichung
Die Erstveröffentlichung von Forth erfolgte am 19. August 2008 bei Parlophone. Das Album erschien in seiner Originalausführung als CD, Download und LP mit verschiedenen Titellisten. Während sich die CD aus zehn Titeln zusammensetzt (Katalognummer: 235 5842), erschienen zwei digitale Ausführungen mit je zehn und elf Titeln sowie eine LP-Ausführung mit zwäöf Titeln (Katalognummer: 235 5841). Es erschien auch eine Deluxeversion, bestehend aus CD und DVD (Katalognummer: 235 5892).
Die Lieder wurden von den Verve-Mitgliedern geschrieben und produziert, wobei Frontmann Richard Ashcroft auch Titel alleine schrieb.

## Stil
Nach der Trennung 1999 fand sich die Band im Jahr 2007 in Urbesetzung wieder im Studio zusammen. Das Album zeigt die musikalische Reifung der einzelnen Mitglieder während der Bandpause und zitiert dennoch hauptsächlich alte Spielmuster der Band. So erinnern die Songs Sit and Wonder und Numbness deutlich an die groovigen Soulrockzeiten von A Northern Soul. Judas, Noise Epic und Columbo knüpfen dagegen an die frühe sphärische Phase der Band an und sind dabei von improvisativen, experimentellen Songstrukturen geprägt. Auffällig sind der cleane Sound von Bass und Schlagzeug, die fast lehrbuchhaft eingespielt wurden. Während die Effektgitarre von Nick McCabe den Songs mit Liveatmosphäre eine drückende, progressive Schwere verleiht.
Die erste Singleauskoppelung Love is Noise greift atypischerweise Discoelemente auf und enthält mit Einsatz von Vocoder und Synthesizer für die Band ungewohnte elektronische Klänge. Das Album bietet aber auch ruhigere Balladen wie die zweite Single Rather Be. Diese sind sehr stark vom zuletzt folkloristischen Songwriting Richard Ashcrofts geprägt, wie er es auf seinen Soloplatten entwickelt hatte. Lediglich mit Valium Skies ist ein Song im Stil der Britpop-Hymnen dabei, der auch auf das Erfolgsalbum Urban Hymns gepasst hätte.

## Titelliste
1. Sit and Wonder – 6:52
2. Love Is Noise – 5:29
3. Rather Be – 5:38
4. Judas – 6:18
5. Numbness – 6:34
6. I See Houses – 5:37
7. Noise Epic – 8:13
8. Valium Skies – 4:34
9. Columbo – 7:30
10. Appalachian Springs – 7:33

## Singleauskopplungen
| Jahr | Titel         | Höchstplatzierung, Gesamtwochen, AuszeichnungChartplatzierungen (Jahr, Titel, , Platzierungen, Wochen, Auszeichnungen, Anmerkungen) | Höchstplatzierung, Gesamtwochen, AuszeichnungChartplatzierungen (Jahr, Titel, , Platzierungen, Wochen, Auszeichnungen, Anmerkungen) | Höchstplatzierung, Gesamtwochen, AuszeichnungChartplatzierungen (Jahr, Titel, , Platzierungen, Wochen, Auszeichnungen, Anmerkungen) | Höchstplatzierung, Gesamtwochen, AuszeichnungChartplatzierungen (Jahr, Titel, , Platzierungen, Wochen, Auszeichnungen, Anmerkungen) | Anmerkungen                             |
| Jahr | Titel         | DE | AT | CH | UK | Anmerkungen                             |
| ---- | ------------- | --- | --- | --- | --- | --------------------------------------- |
| 2008 | Love Is Noise | DE26 (9 Wo.)DE | AT29 (10 Wo.)AT | CH26 (11 Wo.)CH | UK4 Silber · (12 Wo.)UK | Erstveröffentlichung: 4. August 2008    |
| 2008 | Rather Be     | — | — | — | UK56 (1 Wo.)UK | Erstveröffentlichung: 17. November 2008 |

## Rezensionen
Die Kritiken der Musikpresse fielen einhellig negativ für das Album aus. Richard Ashcroft selbst beschrieb das Album im Nachgang als nostalgisches Unterfangen, aus dem er kaum Potential für neue Entwicklungen gewinnen konnte. Simon Jones warf Ashcroft daraufhin vor, mit der Reunion lediglich seine ins Stocken geratene Solokarriere befeuert haben zu wollen.

## Kommerzieller Erfolg

### Chartplatzierungen
| ChartsChartplatzierungen       | Höchstplatzierung | Wochen |
| ------------------------------ | ----------------- | ------ |
| Deutschland (GfK)              | 10 (8 Wo.)        | 8      |
| Österreich (Ö3)                | 11 (8 Wo.)        | 8      |
| Schweiz (IFPI)                 | 6 (9 Wo.)         | 9      |
| Vereinigte Staaten (Billboard) | 23 (2 Wo.)        | 2      |
| Vereinigtes Königreich (OCC)   | 1 (18 Wo.)        | 18     |

| ChartsJahrescharts (2008)    | Platzierung |
| ---------------------------- | ----------- |
| Vereinigtes Königreich (OCC) | 63          |

### Auszeichnungen für Musikverkäufe
| Land/Region                  | Auszeichnungen für Musikverkäufe (Land/Region, Auszeichnung, Verkäufe) | Verkäufe |
| ---------------------------- | ---------------------------------------------------------------------- | -------- |
| Irland (IRMA)                | Gold                                                                   | 7.500    |
| Vereinigtes Königreich (BPI) | Platin                                                                 | 300.000  |
| Insgesamt                    | 1× Gold · 1× Platin ·                                                  | 307.500  |